# Козина (острво)
Козина је мало ненасељено острво у хрватском делу Јадранског мора у шибенском архипелагу.
Острво се налази северно од Вргаде, од које је удаљен око 1 км. Површина острва износи 0,063 км². Дужина обалске линије је 1,04 км.. Највиши врх на острву је висок 26 метара.